# Scolytogenes
Scolytogenes är ett släkte av skalbaggar. Scolytogenes ingår i familjen vivlar.

## Dottertaxa tillScolytogenes, i alfabetisk ordning[1]
- Scolytogenes absonus
- Scolytogenes afer
- Scolytogenes alternans
- Scolytogenes amanicus
- Scolytogenes ankius
- Scolytogenes apicalis
- Scolytogenes approximatus
- Scolytogenes aspericollis
- Scolytogenes ater
- Scolytogenes australis
- Scolytogenes badius
- Scolytogenes bangensis
- Scolytogenes basilaris
- Scolytogenes birosimensis
- Scolytogenes braderi
- Scolytogenes brimblecombei
- Scolytogenes buruensis
- Scolytogenes camelliae
- Scolytogenes candidus
- Scolytogenes ceylonicus
- Scolytogenes cicatricosus
- Scolytogenes coccotrypanoides
- Scolytogenes communis
- Scolytogenes concentralis
- Scolytogenes confragosus
- Scolytogenes corpulentus
- Scolytogenes corrugatus
- Scolytogenes creber
- Scolytogenes crenatus
- Scolytogenes cryptolepis
- Scolytogenes cylindricus
- Scolytogenes darwini
- Scolytogenes devius
- Scolytogenes eggersi
- Scolytogenes excellens
- Scolytogenes exilis
- Scolytogenes expers
- Scolytogenes fijianus
- Scolytogenes fugax
- Scolytogenes fujisanus
- Scolytogenes fulgens
- Scolytogenes fulgidus
- Scolytogenes fulvipennis
- Scolytogenes ghanaensis
- Scolytogenes glabratus
- Scolytogenes gracilis
- Scolytogenes granulatus
- Scolytogenes grobleri
- Scolytogenes hirtus
- Scolytogenes hobohmi
- Scolytogenes hylesinopsis
- Scolytogenes incultus
- Scolytogenes indicus
- Scolytogenes insularis
- Scolytogenes jalapae
- Scolytogenes knabi
- Scolytogenes landolphiae
- Scolytogenes leprosulus
- Scolytogenes longipennis
- Scolytogenes magnocularis
- Scolytogenes mauritianus
- Scolytogenes micans
- Scolytogenes minor
- Scolytogenes mus
- Scolytogenes nanulus
- Scolytogenes nigellatus
- Scolytogenes nubilus
- Scolytogenes ocularis
- Scolytogenes onyanganus
- Scolytogenes opacus
- Scolytogenes pacificus
- Scolytogenes papuanus
- Scolytogenes papuensis
- Scolytogenes paradoxus
- Scolytogenes parvatis
- Scolytogenes parvus
- Scolytogenes pityophthorinus
- Scolytogenes pleiocarpae
- Scolytogenes polisquamosus
- Scolytogenes praeda
- Scolytogenes puerarae
- Scolytogenes pumilionides
- Scolytogenes pumilus
- Scolytogenes punctatulus
- Scolytogenes punctatus
- Scolytogenes puncticollis
- Scolytogenes pygmaeolus
- Scolytogenes quadridens
- Scolytogenes robustus
- Scolytogenes rusticus
- Scolytogenes samoanus
- Scolytogenes scolytomimoides
- Scolytogenes separandus
- Scolytogenes setifer
- Scolytogenes sodalis
- Scolytogenes spirostachius
- Scolytogenes splendens
- Scolytogenes squamatilis
- Scolytogenes squamosus
- Scolytogenes squamulosus
- Scolytogenes sumatranus
- Scolytogenes tonsus
- Scolytogenes tricolor
- Scolytogenes trucis
- Scolytogenes uncatus
- Scolytogenes usagaricus
- Scolytogenes varius
- Scolytogenes venustus
- Scolytogenes yunnanensis